# Philippicarcinus oviformis
Philippicarcinus oviformis is een krabbensoort uit de familie van de Trapeziidae. De wetenschappelijke naam van de soort is voor het eerst geldig gepubliceerd in 1983 door Garth & Kim.